# 大丽铁路

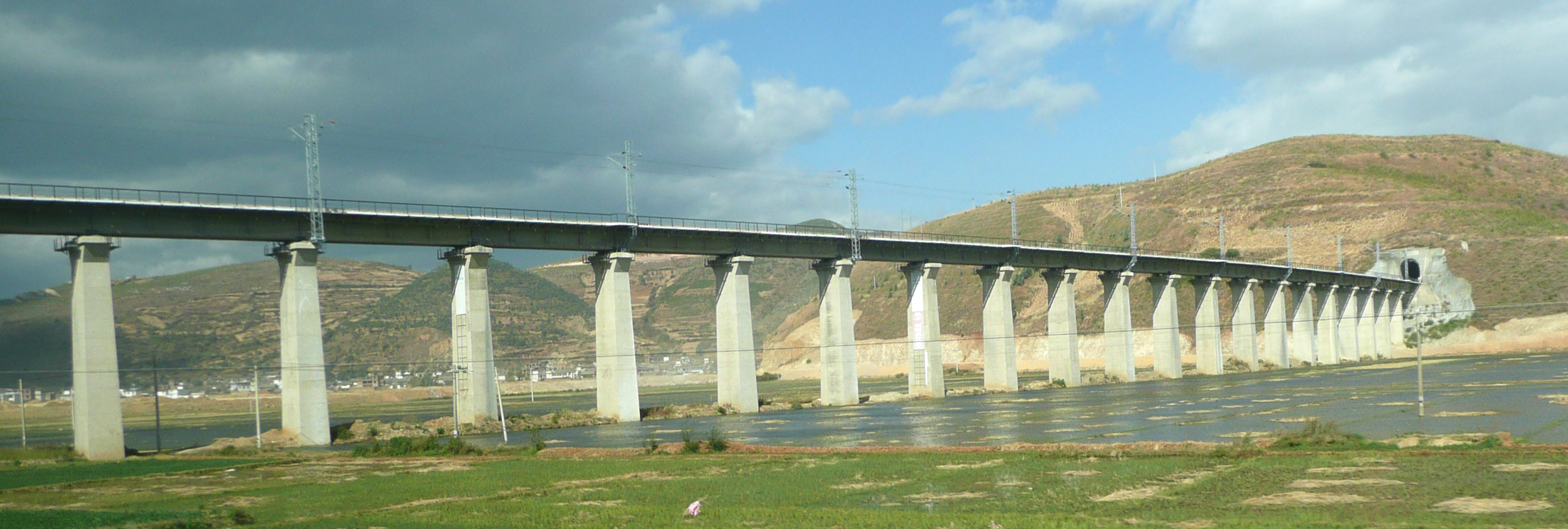
大丽铁路

大丽铁路是云南省西部的一条铁路线路，南起大理北抵丽江，是滇藏铁路浩大工程的一个重要组成部分，于2004年12月20日开工建设，2009年9月28日开通运行，2010年1月1日开通客运业务。大丽铁路南起大理东站，向北经鹤庆县至丽江市，设计时速120千米，预留提速条件，为国家Ⅰ级单线电气化铁路。
按照国铁集团的安排，大理东至丽江段线路将于2021年11月1日纳入滇藏铁路，称滇藏铁路大丽段，丽香铁路相应改称滇藏铁路丽香段。

## 历史
2002年4月，铁道部及云南省、大理州、丽江地区政府开展大丽铁路项目实地踏勘，大丽铁路进入可行性研究阶段。同年6月进行预可研审查。2003年11月，在丽江召开可研报告评审会。2004年2月，大丽铁路项目建议书获国家发改委批复。
2004年12月20日开工建设。原计划2008年6月底建成通车，后因施工地质条件发生变化、受控制性工程施工影响，以及将内燃机牵引变更设计为电气化铁路等原因，推迟到2009年开通。2009年9月3日全线完成铺轨，并于当月28日开通运行。2010年1月1日，大丽铁路客运业务正式投入运营。
大丽铁路的支线仁丽铁路于2008年开工建设，2010年10月开通运营。
2018年7月1日至2019年1月4日，大丽铁路开始进行提速改造，运行速度提升至140km/h，并开行昆明至丽江动车组。

## 概况
大丽铁路为Ⅰ级单线准轨电气化铁路，设计时速120千米，总投资55.45亿元，由铁道部与云南省人民政府共同出资建设。大丽铁路南起大理东站，向北沿洱海东岸至上关，鹤庆县抵达丽江市的丽江东站，正线全长164千米，共设12座车站。全线地形复杂，桥隧工程密集，共建有隧道45座（总长72.03千米）、桥梁77座（总长26.25千米），桥隧总长度达98.28千米，占线路总长的61%。  
大丽铁路的支线仁丽铁路南起仁和站，北至丽江站，全长14.7千米，共设2座车站。
按照国铁集团的安排，大理东至丽江段线路将于2021年11月1日纳入滇藏铁路，称“滇藏铁路大丽段”。而仁和站至丽江东站线路目前称为“仁丽联络线”。滇藏铁路大丽段（大理东站至丽江站）正线营业里程158.186千米，仁丽联络线（仁和站至丽江东站）正线营业里程19.043千米。

## 车站
| 站名     | 中心里程 | 业务性质 | 等级   | 接续线名                                 | 所在地         | 所在地           |
| -------- | -------- | -------- | ------ | ---------------------------------------- | -------------- | ---------------- |
| 大理东   | K0+000   | 货运站   | 二等站 | 昆楚大铁路、广大铁路                     | 大理白族自治州 | 大理市           |
| 大理洱海 | K8+824   | 非营业站 | 四等站 | 大理至大理北联络线、大丽攀铁路（规划中） | 大理白族自治州 | 大理市           |
| 海东镇   | K19+628  | 非营业站 | 五等站 |                                          | 大理白族自治州 | 大理市           |
| 挖色     | K35+782  | 非营业站 |        |                                          | 大理白族自治州 | 大理市           |
| 上关     | K53+146  | 非营业站 | 五等站 |                                          | 大理白族自治州 | 大理市           |
| 诸葛城   | K72+165  | 非营业站 | 五等站 |                                          | 大理白族自治州 | 洱源县           |
| 西邑     | K89+921  | 货运站   | 五等站 |                                          | 大理白族自治州 | 鹤庆县           |
| 花兰箐   | K105+421 | 非营业站 | 五等站 |                                          | 大理白族自治州 | 鹤庆县           |
| 金墩     | K117+780 | 非营业站 | 五等站 |                                          | 大理白族自治州 | 鹤庆县           |
| 鹤庆     | K128+005 | 客运站   | 四等站 |                                          | 大理白族自治州 | 鹤庆县           |
| 仁和     | K146+016 | 非营业站 | 五等站 |                                          | 丽江市         | 古城区           |
| 丽江     | K159+912 | 客运站   | 二等站 | 滇藏铁路丽香段                           | 丽江市         | 玉龙纳西族自治县 |
| 丽江东   | K165+558 | 货运站   | 四等站 |                                          | 丽江市         | 古城区           |

## 延伸阅读
- 孟文力; 杨英; 易开华. . 高速铁路技术. 2012, 3 (1): 30–34,42. ISSN 1674-8247. CNKI GSTL201201012.